# Хайкоу
Хайкоу (на опростен китайски: 海口; на пинин: Hǎikǒu) е град в Китай, административен център на южната провинция Хайнан, разположен на едноименния остров Хайнан. До 1988 г. е принадлежал на провинция Гуандун.
Хайкоу е с население от 830 192 жители (към 2006 г.), което го прави най-големия град на острова. Разполага с пристанище и риболовна база. Добре развити са хранително-вкусовата, чаената, каучуковата и козметичната индустрии. Населението на административния район е 2 046 170 жители.
Намира се в часова зона UTC+8.

## Побратимени градове
- Гдиня, Полша
- Даруин, Австралия от 5 септември 1990 г.
- Оклахома Сити, САЩ
- Пърт, Шотландия